# Василенко, Леся Владимировна
Леся Владимировна Василенко (род. 31 марта 1987, Киев, УССР, СССР) — украинский юрист, правозащитница, общественная деятельница, основательца и председательница правления правозащитной организации «Юридическая Сотня», которая оказывает помощь военнослужащим и ветеранам, сопредседатель Совета волонтёров при Министерстве обороны Украины.
Входит в список журнала «Kyiv Post» 30 украинцев, которые достигли успеха до того, как им исполнилось 30 лет.

## Образование
2004—2010 — Институт международных отношений КНУ им. Шевченко, специальность «Международное право» и «Международное публичное право», получила магистерскую степень.
2010—2011 — Университетский колледж Лондона. Степень LLM по специальности «Права человека и международное экологическое право».
Свободно владеет английским и французским языками.

## Профессиональная и общественная деятельность
2005—2008 — помощница адвоката и консультант в украинской иностранной юридической коллегии.
Июль-август 2008 — проходила стажировку в ООН в Женеве, Швейцария.
2008—2010 — координатор проектов и советник по правовым вопросам компаний «Триангл Консалтинг» и «Election Mall» Украины.
2011-2013 — юрист в международной компании «Би. Си. Томс и Ко».
2013—2016 — основатель и партнёр компании «Кей. Си. Джи Инвестмент Консалтинг».
2014 — помощник Председателя Комиссии по расследованию и предупреждению нарушений прав человека в Украине.
Кандидат в народные депутаты от партии «Голос» на парламентских выборах 2019, № 17 в списке.
По итогам выборов избрана народным депутатом.
4 сентября 2020 года включён в список украинских физических лиц, против которых российским правительством введены санкции.

## «Юридическая сотня»
С началом войны на востоке Украины сменила карьеру юриста в области корпоративного права на работу в общественном секторе. На такой шаг её вдохновила поездка в июне 2014 года в военный госпиталь, где лечились раненые участники войны на востоке Украины. После посещения госпиталя Василенко поняла, что военные нуждаются в помощи юристов, поскольку не знают в достаточной мере информации о правах и социальной поддержке, которую им должно было обеспечить государство.
Разработала «Памятки участникам АТО» — иллюстрированный справочник о правах, обязанностях и социальных гарантиях ветеранов АТО.
В январе 2015 года стала основателем правозащитной организации «Юридическая сотня», деятельность которой направлена на социально-правовой защите военнослужащих и их семей.
Создала бесплатную горячую линию правовой помощи и всеукраинскую сеть юристов-волонтёров, которые оказывали бесплатную помощь и обеспечивали сопровождение ветеранов АТО в судах и в их общении с органами государственной власти в течение 2014—2019 годов.
С 1 марта 2019 года ОО «Юридическая Сотня» предоставляет только первичную правовую помощь.
С января 2015 — член межведомственной комиссии по вопросам рассмотрения материалов о предоставлении статуса участника боевых действий лицам, принимавшим участие в проведении «антитеррористической операции».
Инициатор проекта внесения изменений в порядок предоставления статуса участника боевых действий, который вошёл в основу новой редакции закона о порядке предоставления этого статуса и позволил значительно ускорить данную процедуру.
С января 2016 — сопредседатель Совета волонтёров при Министерстве обороны Украины.
С 2016 года привлекается как эксперт и консультант проектов Всемирного банка и ОБСЕ по вопросам защиты и интеграции ветеранов.
С февраля 2017 — член общественного совета при Министерстве информационной политики.

## Законотворческая деятельность
Соавтор законопроектов по повышению социальной защиты ветеранов и военнослужащих, а также проекта государственной целевой программы психологической, медицинской и физической реабилитации, профессиональной адаптации и социальной интеграции участников АТО и членов их семей.

## Скандалы
27 декабря 2022 года Василенко опубликовала твит, в котором рассказала о восьмилетнем мальчике Марке, который пережил «российскую артиллерийскую атаку». Твит содержал фотографию грустного мальчика с испачканным лицом, на которой, как утверждалось, изображён Марк. Однако пользователи сети выяснили, что фотография была взята с обложки художественного романа ирландской писательницы Кристины Маккенна, вышедшего в 2013 году. Через сутки Василенко без комментариев удалила твит, просмотренный 3 миллиона раз.